# Menhire der Béroche

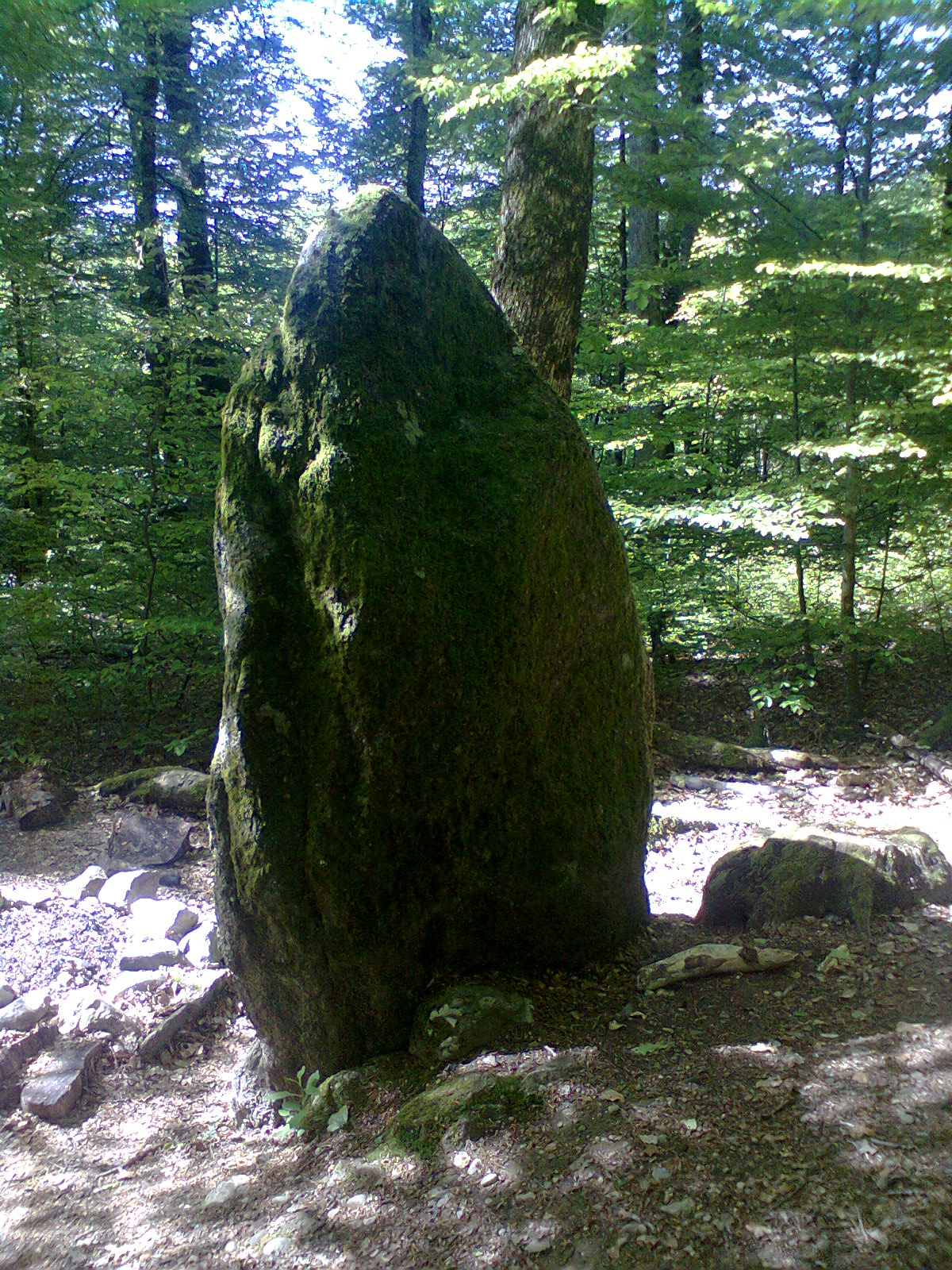
Menhir von Saint-Aubin-Sauges

Beim Bau der Autobahn A5 kamen die Menhire der Béroche (von lat. parochia – Pfarrei) bei den Orten Vaumarcus, Saint-Aubin-Sauges, Gorgier, Bevaix (heute Gemeinde La Grande Béroche) und im Gebiet von La Saunerie (heute Gemeinde Milvignes) zum Vorschein. Die Menhire sind aus Granit oder Schiefer, wurden in der Jungsteinzeit aufgestellt und später vergraben, da sie die Feldarbeit behinderten. Die Béroche liegt am Südhang des Jura nahe dem Neuenburgersee in der Schweiz.
Die Fundorte Vaumarcus-Dernere la Croix und Bevaix-Tretel boten die Gelegenheit, die Steine auf das 5. und 3. Jahrtausend v. Chr. zu datieren. Der Menhir von Bevaix steht jetzt im Archäologischen Park Laténium in Hauterive. Der drei Meter hohe, fast drei Tonnen wiegende Stein wurde in menschliche Form gebracht und zeigt Anflüge eines Gesichts, von Händen und Rippen. Als Material für die Monumente dienten erratische Blöcke, die der Rhonegletscher abgelagert hatte.
Das Nordufer des Neuenburgersees, im Hinterland der «Pfahlbausiedlungen», wird wegen seiner Anhäufung von Megalithmonumenten als «Schweizer Bretagne» bezeichnet. In Auvernier-La Saunerie steht eine «Allée couverte» (Galeriegrab), ein paar Meter von der Stelle versetzt, wo sie 1876 entdeckt wurde.